# Schoonoord (plantage)
Schoonoord was een suikerrietplantage in Suriname. De plantage lag aan de Hooikreek, grenzend stroomopwaarts aan de suikerplantage Hooiland en stroomafwaarts aan de koffieplantage Nieuw-Roeland. Aan de overzijde van de kreek lag de plantage Lustrijk.

## Geschiedenis
De eerste concessie van de plantage Schoonoord werd in 1702 verstrekt. De concessionaris was François Anthoine compte de Rayneval, uit Raineval in Picardië. Hij was in 1685 reeds in Suriname als luitenant aanwezig tijdens de moordaanslag op Van Sommelsdijck. Op de kaart van Lavaux uit 1737 blijkt dat de plantage 1253 akkers was. Als eigenaar worden de erfgenamen van De Rayneval genoemd.
Jean David Cellier huwde in 1735 met de dochter van François, Hester Cornelia de Rayneval. Hij liet de koffieplantage Welgelegen, naast Katwijk, aanleggen. Ook de plantage Constantia aan de Matapicakreek werd door hem aangelegd. Van de familienaam Cellier kwam de volksnaam Salie.
In 1750 was de plantage 1760 akkers groot. Behalve de suikerrietvelden waren er kostgronden, moestuinen, weidegronden, schapen, geiten en varkens. Op de plantage woonden en werkten 167 slaven. Jean François Cellier, de zoon van Jean David Cellier, trouwde met Adriana Elisabeth Benelle. Zij kregen één dochter: Anne Constance Cellier. Zij huwde met Carrion de Nizas en werd na de dood van haar vader erfgename van diens bezittingen.
In 1843 was de suikerplantage 1738 akkers groot met een slavenmacht van 248 mensen. De eigenaar was de familie Vereul. 
Na de emancipatie in 1863 bezat Nicolette Jeane Vereul 2/3 aandeel. In 1873 wordt H. Wright als eigenaar genoemd. Daarna werd de familie Samuels eigenaar van de plantage. Deze familie was ook eigenaar van de plantage Boxel. 
In 1916 vond een openbare verkoop van de plantage plaats. Hij telde toen 1300 akkers, waarvan 175 akkers beplant met cacao en 10 akkers met Liberia-koffie. In 2000 kocht dhr. Dahoe de plantage van dhr. Van der Schroef. Hij deed echter niets met het bezit en de plantage raakte toen overgroeid met secundair bos.
A la bonne heure · Anna's Zorg · Akkerboom · Alliance · Alkmaar · Andresa · Auka · Andreesgift · Bantaskine · Barbados · Batavia · Beekenhorst · Belladrum · Bellevue · Belwaarde · Beninenburg · Berg en Dal · Bergen op Zoom · Berlijn (Commewijne) · Berlijn (Para) · Bethlehem · Boksweide · Boston · Botany Bay · Boxel · Bronswijk · Brouwerslust · Bruinendaal · Bucklebury · Buitenrust · Burnside · Cadrosspark · Caledonia · Campenburg · Cannewapibo · Catharina Sophia · Clevia  · Cliffort-Kokshoven · Clyde · Concordia · Concordia en een Kwart Lot · Courcabo · De Dageraad · De Goede Vriendschap · De Resolutie · De Vier Hendrikken · Diamond · Dijkveld · Domburg · Dordrecht · Eendragt · Elisabeth's Hoop · Ellen · L'Espérance (Nickerierivier) · L'Espérance (Surinamerivier) · Esthersrust · Fairfield · Fortuin · Flora · Florentia · Frederiksburg · Frederiksdorp · Frederikslust · Geertruidenberg · Geyersvlijt · Glensander · Gloria · Groot Chatillon · Groot Marseille · Guadeloupe · Hague · Hamburg · Hamilton · Hamptoncourt · Hannover · Hazard · Hebron · Hecht en Sterk · Hooyland · Hope · Houttuin · Huntly · Huwelijkszorg · Inverness · Jagtlust · Jodensavanne · Johan & Margaretha · Johanna Catharina · Johanna Maria · Johannesburg · John · Katwijk · Kent · Kerkshoven · Killenstein · Klein Bellevue · Kleinhoop · Krappahoek · Kroonenburg · Kwatta · La Jalousie · La Prosperité · La Rencontre · La Ressource (Saramacca) · La Ressource (Surinamerivier) · La Singularité · Laarwijk · Leasowes · Leliëndaal · Leonsberg · Livorno · Longmay · Lunenburg · Lust en Rust · Lustrijk · Maasstroom · Margarethenburg · Maria Petronella · Mariënbosch · Mariënburg · Margaretha's Gift · Mary's Hope · Meerzorg · Merveille · Moed en Kommer · Mon Bijou · Mon Souci · Mon Trésor · Monnikendam · Mopentibo · Morgenster · Moy · Nieuw Mocha · Nieuwzorg · Nieuwe Aanleg · De Nieuwe Grond · Nijd en Spijt · Novar · Nursery · Nut en Schadelijk · Onoribo · Onverwacht · Oranibo · Ornamibo · Overbrug · Overtoom 
· Oxford · Palestina · Paradise · Persévérance · Petersburg · Picardië · Peperpot · Pieterszorg · Plaisance · Poelwijk · Potosie · Purmerend · Reijnsdorp · Reijnsfort · Rijnberk · Roosenburg · Rorac · Rust en Werk · Rustenburg · Saltzhalen · Sans Souci · Saphir · Sarah · Sardam · Schaapstede · Schoonoord · Sinabo en Gelre · Sint Barbara · Sint Eustatius · Slootwijk · Sorgvliet · Spieringshoek · Standvastigheid · Suidwijn · Suzanna's Daal · Toevlugt (Surinamerivier) · Tout Lui Faut · Toledo · Totness · Tyronne · 't Vertrouwen · Victoria · Vierkinderen · Visserszorg · Voorburg · Voorzorg (Saramacca) · Vossenburg · Vredenburg · Vriendsbeleid en Ouderzorg · Vreeland · Waltonhall · Waldijk · Waterloo · Wederzorg · Welbedacht · Welgelegen (Commewijne) · Welgelegen (Coronie) · Welgevallen · Weltevreden · Wolffs Capoerica · Wolfenbüttel · 't Ylant · Zoelen · Zorg en Hoop (hout) · Zorg en Hoop (indigo) · Zorg en Hoop (katoen) · Zorg en Hoop (suiker)